# Удары Израиля по Ирану (апрель 2024)
В апреле и октябре 2024 года Израиль нанёс серии ударов по Ирану. 19 апреля в 5:23 утра Израиль нанёс удары тремя ракетами и небольшими беспилотниками, запущенными, предположительно, с территории самого Ирана, по нескольким военным объектам в Иране в ответ на запуск Ираном беспилотников и ракетную атаку ранее в апреле. 26 октября 2024 года Израиль нанёс удары по предприятиям по производству ракет, ракетным комплексам и ряду военных баз.

## Хронология

### Апрель 2024
Вечером 13 апреля 2024 года около 22 часов по израильскому/московскому времени Иран запустил в сторону Израиля суммарно более трехсот беспилотников Shahed 136, баллистических и крылатых ракет. Атака проводилась в несколько волн с территорий Ирана, Ливана, Йемена и Ирака. Этот удар, в свою очередь, был предпринят в качестве ответной меры на удар ВВС Израиля по консульству Ирана в Дамаске 1 апреля.
19 апреля 2024 года в 5:23 утра Израиль нанёс удары по нескольким объектам в Иране в ответ на запуск Ираном беспилотников и ракетную атаку ранее в апреле.
Большинство попаданий произошло в городе Кахджаварестан, вблизи от Исфахана. Город примыкает к международному аэропорту Исфахана Шахида Бехешти и 8-й базе ВВС Шекхари. Кроме того, из региона было перенаправлено как минимум 8 рейсов.
Ограниченные авиаудары были нанесены по радару ПВО на авиабазе недалеко от Исфахана в центральном Иране. Израильские ракеты, по всей видимости, поразили цель напрямую. Спутниковые снимки показывают, что батарея ракет класса «земля-воздух» была повреждена или уничтожена.
Государственные СМИ Ирана сообщили, что израильские беспилотники над регионом были сбиты иранскими силами ПВО.
Трое иранских чиновников сообщили The New York Times, что удар пришёлся по военной авиабазе.
По словам высокопоставленного американского чиновника, говорившего с ABC News, израильские самолёты, действовавшие за пределами границ Ирана, выпустили три ракеты, нацеленные на радиолокационную станцию ПВО, охраняющую ядерный объект в Натанзе. Чиновник также заявил, что оценка указывает на успешное уничтожение целевого объекта. Он также сказал, что целью удара было сообщить Ирану о возможностях Израиля без дальнейшей эскалации напряженности. Иранский чиновник сообщил Reuters, что взрывы были вызваны сбитыми израильскими беспилотниками, и заявил, что не было никакого ракетного удара по Ирану.
По данным BBC, апрельский удар был более символическим, что дало возможность Ирану его проигнорировать.

### Октябрь 2024
1 октября 2024 года Иран ударил по Израилю.
В ответ, 26 октября 2024 года Израиль начал серию ударов по Ирану под кодовым названием Операция «Дни покаяния» (ивр. מבצע ימי תשובה‎). По данным Армии обороны Израиля (ЦАХАЛ), удары были направлены на иранские военные объекты, включая батареи ПВО, завод по производству БПЛА и объекты по производству ракет, и все израильские самолёты благополучно вернулись. Удары продолжались всю ночь до рассвета в Иране, что стало первым случаем с 1980-х годов, когда Иран столкнулся с таким длительным нападением со стороны иностранного противника.
В атаке участвовало более 100 самолётов, включая истребители-невидимки F-35 Lightning II, которые пролетели 2000 километров и использовали тяжелые боеприпасы. Предшествующая операция в Сирии была нацелена на радиолокационную оборону, чтобы снизить осведомленность Ирана об операции. Иранское информационное агентство, связанное с Корпусом стражей исламской революции, сообщило, что военные объекты на западе и юго-западе Тегерана, а также базы в провинциях Илам и Хузестан, подверглись атакам. Сообщается, что двое солдат КСИР были убиты. Израильский чиновник заявил, что после ударов по объектам иранской ПВО и баллистическим ракетам Израиль теперь может действовать с большей свободой в иранском воздушном пространстве.
ЦАХАЛ заявил, что завершил «точные и целенаправленные удары» в ответ на «месяцы непрерывных атак» со стороны Ирана и его доверенных лиц, а также недавний обстрел Израиля иранскими ракетами 1 октября. Американские чиновники подтвердили, что США были проинформированы заранее, но не участвовали в операции. Иран быстро попытался преуменьшить масштабы атак, обеспечив минимальное освещение и пригрозил выносить тюремные сроки гражданским лицам, которые поделятся доказательствами ударов с «враждебными» СМИ. Это, возможно, было сделано для того, чтобы «спасти лицо» и предотвратить дальнейшую эскалацию.